# Oenospila gemmans
Oenospila gemmans là một loài bướm đêm trong họ Geometridae.